# Мечеть Мухаммеда (Баку)
Мечеть Мухаммеда (азерб. Məhəmməd məscidi відома також як Синик-калу (азерб. Sınıqqala məscidi — «пошкоджена вежа») — мечеть XI століття, розташована в історичній частині міста Баку, Ічері-шехер.

## Історія
Назва «Синик-кала» мечеть отримала після подій 1723 року, коли військова ескадра російських військ, що складалася з 15 кораблів і очолювана генералом Михайлом Матюшкіним, підійшла з боку моря до міста і вимагала його здачі. У відповідь на знехтуваний ультиматум російські кораблі стали бомбити місто. Один зі снарядів влучив у мінарет мечеті і пошкодив його. В ту ж мить піднявся сильний штормовий вітер і поніс парусні судна росіян далеко в море. Населення міста сприйняло це, як божий захист від іноземних загарбників. З тих пір і до середини XIX століття мінарет мечеті не відновлюються, як символ опору.
Це перша на території Азербайджану пов'язана з ісламом споруда, що датується будівельної написом. В Енциклопедичному словнику Брокгауза і Ефрона мечеть названа «шахською мечеттю».

## Архітектура

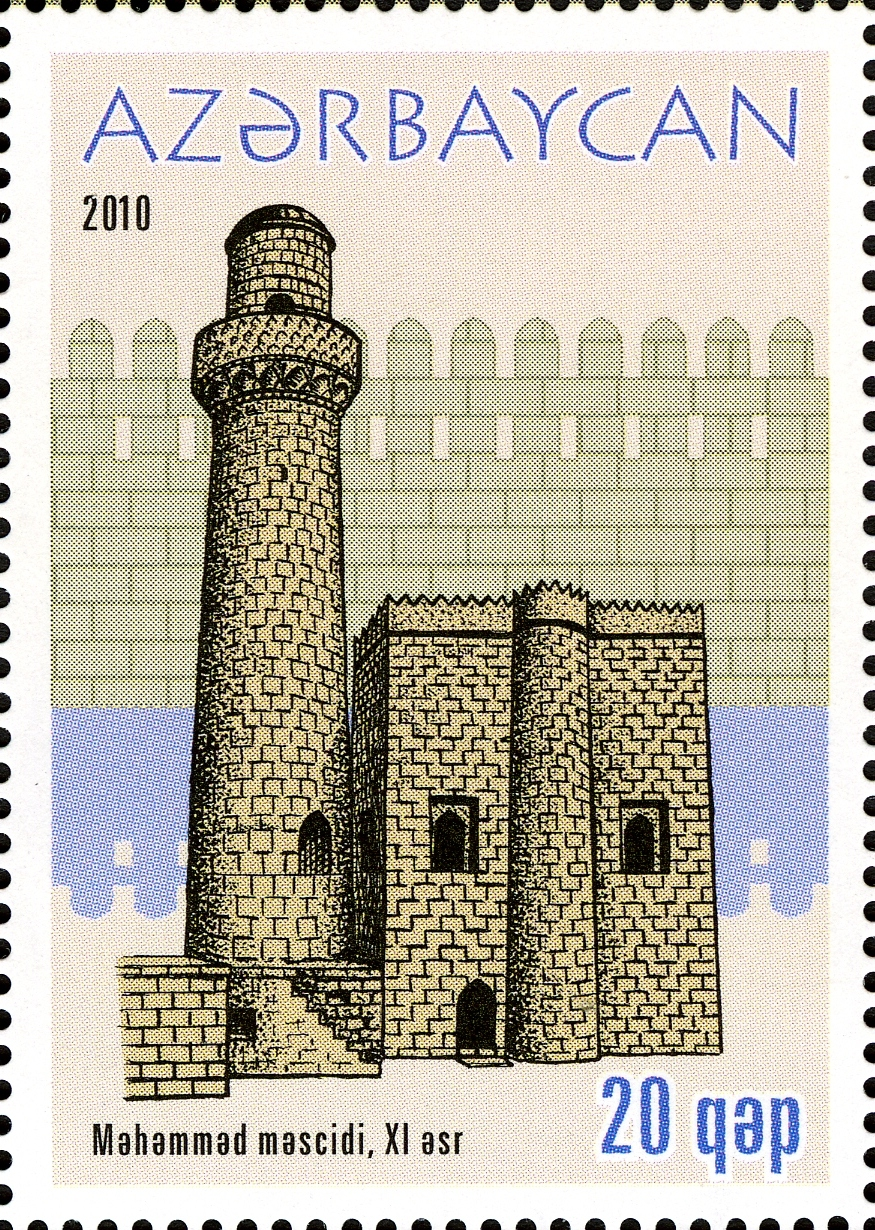
Мечеть на поштовій марці Азербайджану, 2010

Арабомовний напис, що зберігся біля дверного отвору на північній стіні мечеті свідчить, що мечеть побудована устадом-раїсом Мухаммедом, сином Абу-Бекра в 471 році гіджри (1078/1079 рр.). Тобто будівельник був не тільки майстром (Устад), але і раїсом — главою корпорації ремісників.

### Мінарет
Мінарет примикає до мечеті, побудованій на місці більш давньої, йому сучасної, план якої повторює план початкової. Стовбур мінарету — кремезний, злегка зменшується. Побудований з ретельно обтесаного каменю. Огороджений кам'яними плитами балкончик для муедзина — шерефе підтримують грубуваті, сплощені сталактити карнизу. Завершує стовбур ребристий купол. Усередині стовбура в'ються вузенькі гвинтові сходи. Під карнизом архаїчним куфі написана в'язь коранічного напису. Відзначається, що цей напис і плетіння геометричного орнаменту на плитах парапету балкончику оживляють суворість вигляду мечеті.
Мінарет зведений з місцевого каменю-вапняку грубої тески на вапняному розчині, причому окремі ряди мають різну висоту (верхня світла частина кладки була реставрована в XIX столітті).

## Мечеть в літературі
Мечеть згадується в романі Льва Вайсенберга «Молодша сестра»:
|  | Вони проходять повз мечеть. Баджо задирає голову, ковзає поглядом вгору по мінарету, розглядає балкон з бар'єром з кам'яних різьблених плит і стрічку стародавнього куфічного шрифту, що оперізує мінарет. Красивий мінарет, який лине до блакитного неба, можливо красивіше, ніж заводські труби! - Це мечеть Синик-калу, - говорить Абдул-Фатах, стежачи за поглядом Баджо. Мечеть Синик-калу - найдавніша в Баку, їй близько тисячі років. Два століття тому, під час облоги міста військами Петра Першого, частина цієї мечеті була зруйнована бомбами. Згодом мечеть відбудували, але назва Синик-калу, тобто зруйнована, збереглася... |

## Мечеть в мистецтві

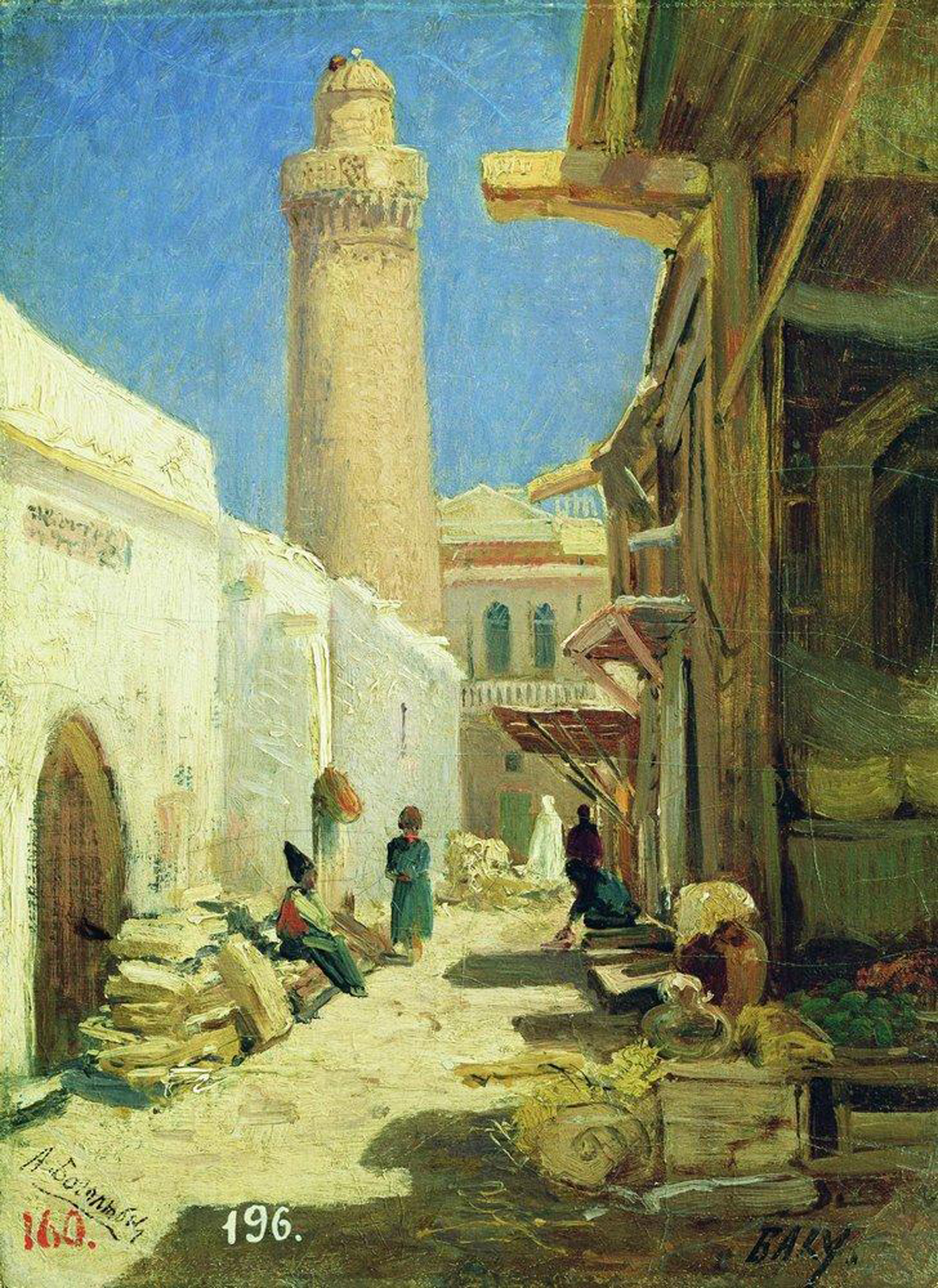
Картина Олексія Боголюбова «Баку. Вулиця опівдні». 1861 рік
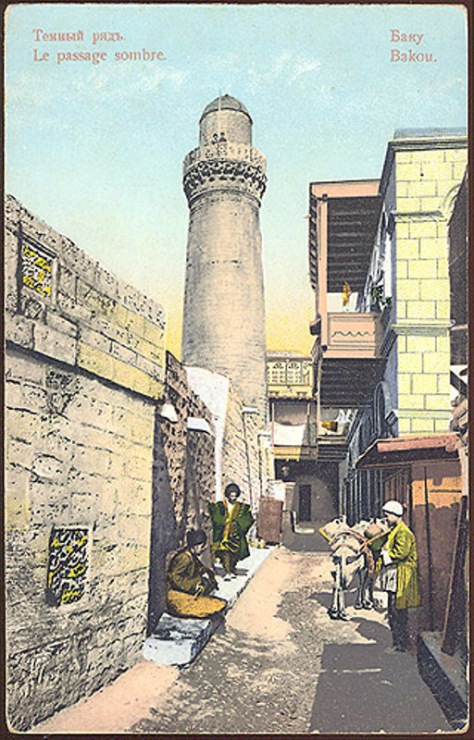
Мечеть на листівці початку XIX століття
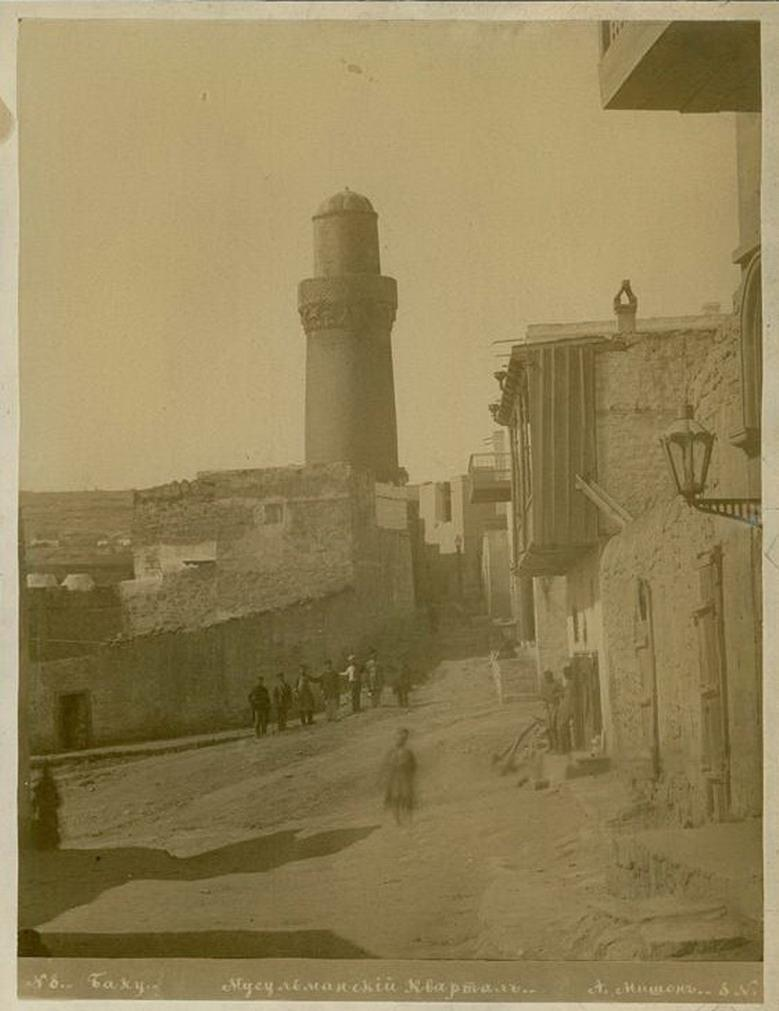
Баку. Мусульманський квартал. Фотографія Олександра Мішона